# Onthophilus silvae
Onthophilus silvae är en skalbaggsart som beskrevs av Lewis 1884. Onthophilus silvae ingår i släktet Onthophilus och familjen stumpbaggar. Inga underarter finns listade i Catalogue of Life.